# Trox cadaverinus
Trox cadaverinus is een keversoort uit de familie beenderknagers (Trogidae). De wetenschappelijke naam van de soort is voor het eerst geldig gepubliceerd in 1802 door Illiger.